# Norbornadien
Norbornadien ist ein bicyclischer Kohlenwasserstoff, der als potentieller Kandidat zur Speicherung von Sonnenenergie im Gespräch ist. Es ist auch als Metallligand von Interesse, die in der homogenen Katalyse Verwendung finden. Norbornadien ist auch ein nützliches Dienophil in der Diels-Alder-Reaktion. Verwandte bicyclische Verbindungen sind Norbornen, welches dasselbe Kohlenstoffgerüst, aber nur eine Doppelbindung besitzt, und Norbornan, ebenfalls mit demselben Gerüst, aber ohne Doppelbindungen und somit gesättigt.

## Synthese
Norbornadien kann durch eine Diels-Alder-Reaktion von Cyclopentadien und Acetylen hergestellt werden. Die Umsetzung verläuft mit einer molaren Reaktionsenthalpie von −117 kJ·mol−1 exotherm.

## Eigenschaften
Norbornadien bildet leicht entzündliche Dampf-Luft-Gemische. Die Verbindung hat einen Flammpunkt bei etwa −11 °C.  Der Explosionsbereich liegt zwischen 1 Vol.‑% (38 g/m3) als untere Explosionsgrenze (UEG) und 6,3 Vol.‑% als obere Explosionsgrenze (OEG). Die Zündtemperatur beträgt 350 °C. Der Stoff fällt somit in die Temperaturklasse T2.

## Speicherung von Sonnenenergie
Quadricyclan, ein Valenzisomer, kann durch eine photochemische Isomerisierung in Gegenwart eines Sensibilisierers wie z. B. Michlers Keton oder Acetophenon erhalten werden.
Dieses Isomerenpaar ist von potentiellem Interesse zur Speicherung von Solarenergie, wenn die Rückreaktion durch eine kontrollierte Führung möglich wird. Die theoretisch speicherbare Energie beträgt −89 kJ/mol. Da die Hauptabsorption dieser Reaktion bei rund 300 nm liegt, aber nur ein geringer Anteile des Sonnenlichts unter 400 nm, ist dieser Einsatz aber begrenzt.

## Reaktionen
Norbornadien ist ein reaktives Reagenz bei Cycloadditionen und auch ein Startmaterial für die Herstellung von Diamantan und Sumanen. Es wird auch als Acetylenübertrager bei Reaktionen mit Tetrazinen, wie zum Beispiel 3,6-Di-2-pyridyl-1,2,4,5-tetrazin, verwendet.

### Verwendung als Ligand
Norbornadien ist ein vielseitiger Ligand in der metallorganischen Chemie, wo es als Zwei- oder Vier-Elektronendonator fungiert.
Ein Beispiel hierfür ist das Tetracarbonyl(norbornadien)chrom(0).